# 古习高速公路
古习高速公路是位于中国四川省泸州市的一条高速公路，起于古蔺县 筑蓉高速永乐枢纽（与 筑蓉高速与在建的 泸古高速互通），在二郎镇岔角滩（川黔界）对接贵州省 江习古高速。该高速在建设时是连接叙永至古蔺的叙古高速公路的一部分，于2019年12月31日实现全线开通试运营。